# Mycetaea subterranea
Mycetaea subterranea är en skalbaggsart som först beskrevs av Fabricius 1801.  Mycetaea subterranea ingår i släktet Mycetaea och familjen svampbaggar. Arten är reproducerande i Sverige. Inga underarter finns listade i Catalogue of Life.

## Bildgalleri

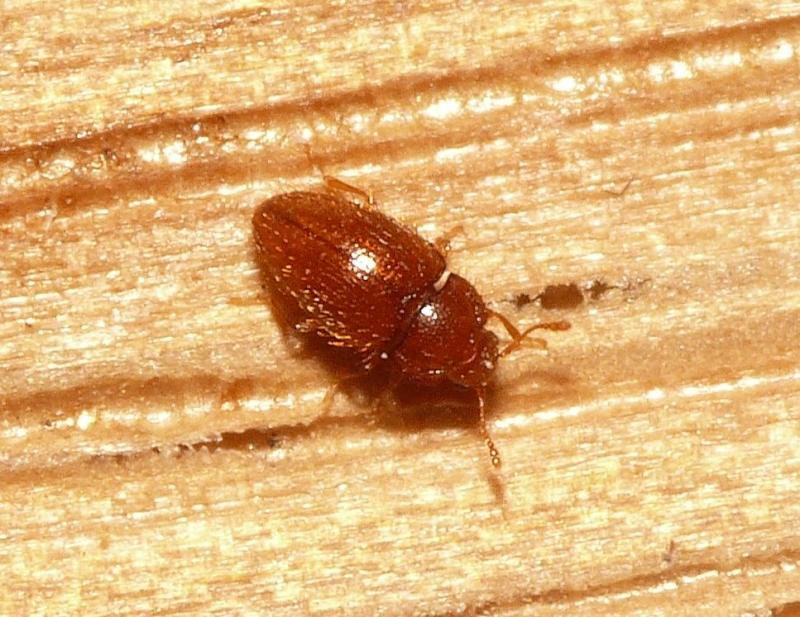